# ベンジャミン・フランクリン・バトラー (司法長官)

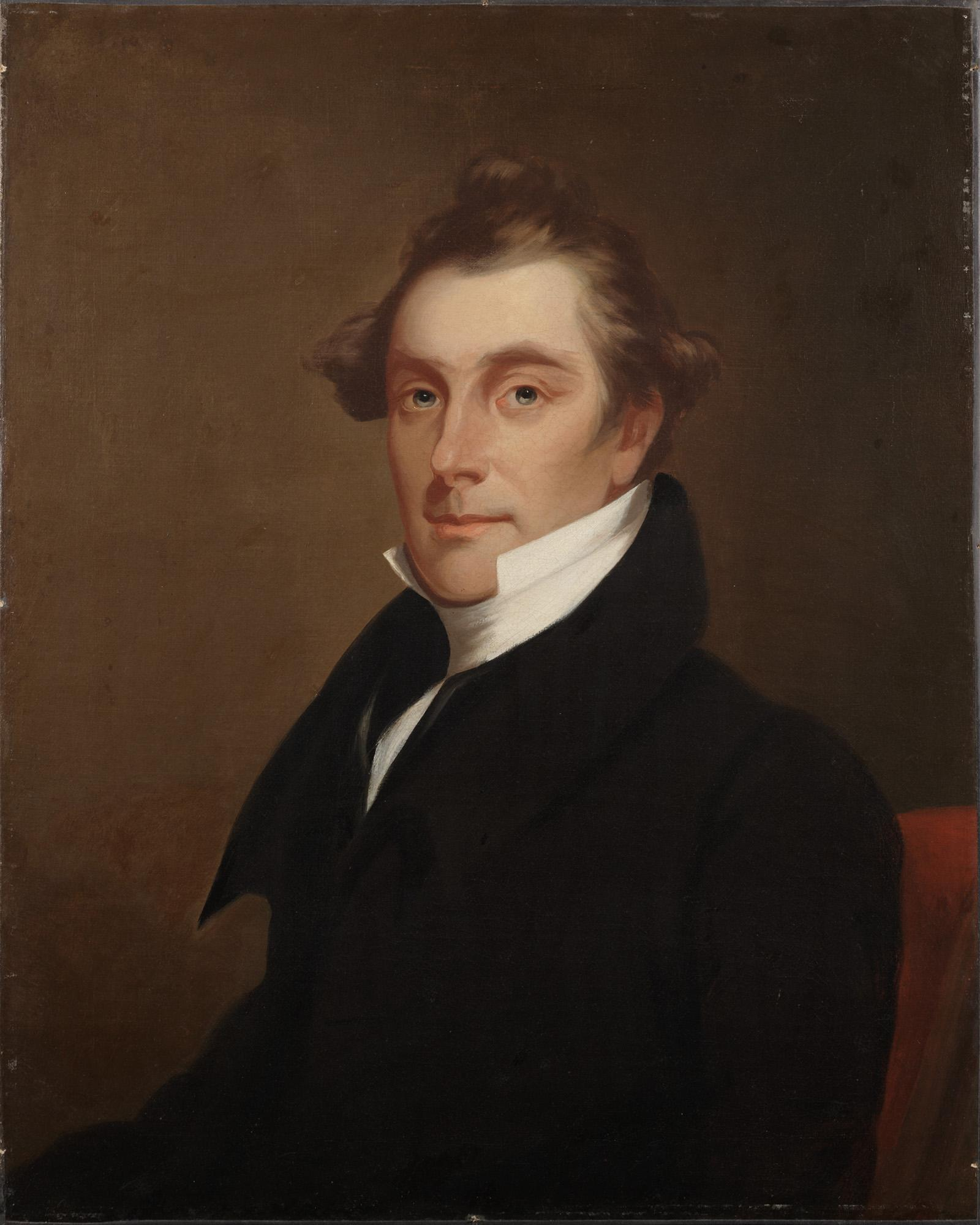
ベンジャミン・フランクリン・バトラー

ベンジャミン・フランクリン・バトラー（Benjamin Franklin Butler, 1795年12月17日 - 1858年11月8日）は、アメリカ合衆国の法律家。1833年から1838年まで第12代アメリカ合衆国司法長官を務めた。

## 生い立ちと初期の経歴
1795年12月17日、バトラーはニューヨーク州キンダーフック・ランディングにおいて誕生した。バトラーはニューヨーク州ハドソンで初等教育を受け、その後マーティン・ヴァン・ビューレンとともに法律を学んだ。バトラーは1817年に弁護士として認可を受け、ヴァン・ビューレンと共同で弁護士事務所を所有した。

## ニューヨーク州での政治
バトラーは1821年から1824年までニューヨーク州オールバニ郡で地方検事を務めた。1825年、バトラーはニューヨーク州法の改訂委員会の委員に任命された。バトラーは1827年から1833年まで、ニューヨーク州下院議員を務めた。1833年、バトラーはニューヨーク州とニュージャージー州の境界線に関する調停委員を務めた。

## 司法長官と連邦検事
1833年11月15日、バトラーはアンドリュー・ジャクソン大統領から司法長官に任命された。バトラーは1838年まで司法長官を務めた。バトラーは1838年から1841年まで、および1845年から1848年までニューヨーク南地区担当の連邦検事を務めた。バトラーは1844年にニューヨーク州の大統領選挙人を務めた。

## ニューヨーク大学
バトラーは1831年にニューヨーク大学設立を支援し、以降、学内で様々な要職に付いた。バトラーは1837年にニューヨーク大学の正教授となった。

## 晩年

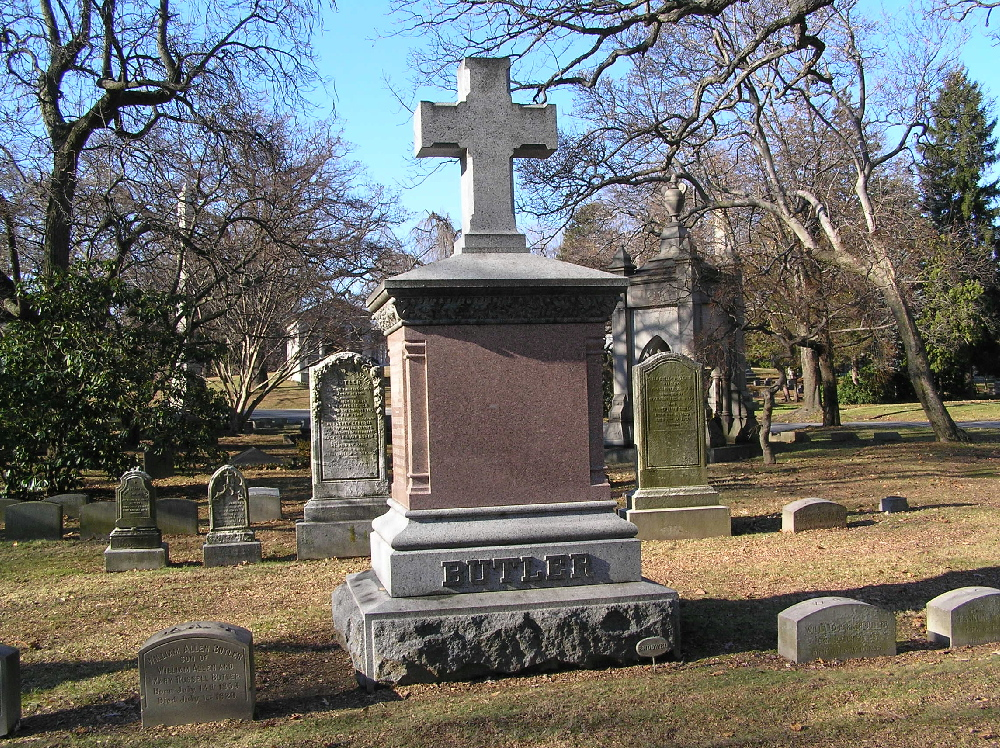
バトラーの墓碑

1858年11月8日、バトラーはフランスのパリで死去した。バトラーの遺体はニューヨーク州ブロンクス区のウッドローン墓地に埋葬された。